# Asociația de Fotbal din Nepal
Asociația de Fotbal din Nepal este forul ce guvernează fotbalul în Nepal. Se ocupă de organizarea echipei naționale și a altor competiții de fotbal din stat. 